# Наркоторговля

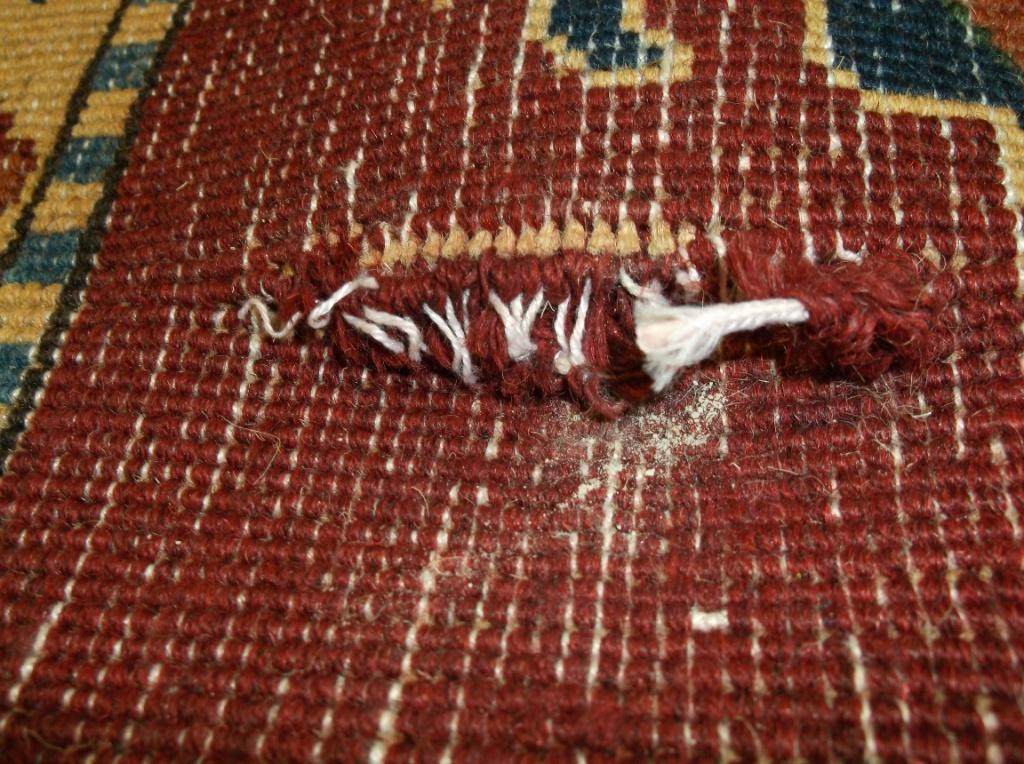
Героин, спрятанный в ковре, который был перехвачен в аэропорту Манчестера, 2012 год

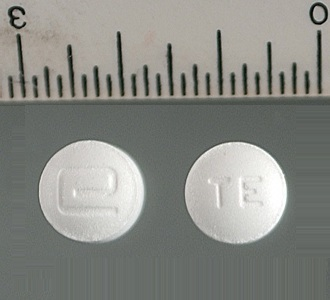
Метамфетамин

Наркоторго́вля — противозаконная торговля запрещёнными наркотическими средствами. Представляет собой многомиллиардный криминальный наркобизнес. По оценке Интерпола, за период с 20 июля 1988 по 27 ноября 1989 года ежегодный оборот торговли «тяжёлыми» наркотиками составил от $300 млрд. до $500 млрд.

## Основные регионы по производству наркотиков
К основным регионам по производству наркотиков традиционно относят:
- Золотой полумесяц (Golden Crescent) — Афганистан, Иран, Пакистан. Здесь производится большое количество опия-сырца (см. также опиум), героина и каннабиса.
- Золотой треугольник (Golden Triangle) — Мьянма, Лаос, Таиланд. В этом регионе также производится большое количество опия-сырца (см. также опиум) и героина.
- Южная Америка (South America) — Колумбия, Перу, Венесуэла, Боливия. Преобладает выращивание коки, из которой производится кокаин, и производство крэк-кокаина.
- Нидерланды (Netherlands) — производство марихуаны и синтетических наркотиков.
- Марокко — производство гашиша.
- Китайская Народная Республика[3] — производство синтетических наркотиков и сильнодействующих веществ (прекурсоров, используемых для производства наркотических средств).

Самым крупным за последние десятилетия мировым производителем опия-сырца и героина является Афганистан.
Согласно данным ООН, с момента ввода в Афганистан в 2001 году военных контингентов США и НАТО и начала военной операции «Несокрушимая свобода» и до начала 2010 года урожаи опиумного мака в Афганистане выросли почти в 40 раз. Сегодня одна эта страна производит в два раза больше опиатов, чем ещё 10 лет назад производил весь мир.
29 июня 2011 года британское издание «Independent on Sunday» подтвердило, что Афганистан является самым крупным производителем героина и каннабиса в мире, и военные действия США в этой стране мало что изменили. На долю Афганистана по-прежнему приходится 74 % мирового производства опия-сырца. Как сказал исполнительный директор Управления ООН по наркотикам и преступности Юрий Федотов, «наши предварительные данные свидетельствуют о том, что в 2011 году производство афганского опиума, вероятно, достигнет самого высокого уровня».
Лидером же по производству кокаина в мире остаётся Колумбия. Об этом заявил помощник госсекретаря США по борьбе с международной торговлей наркотиками и правоохранительным вопросам Дэвид Джонсон, представляя журналистам ежегодный доклад госдепартамента о стратегии в области контроля за оборотом наркотиков. «Колумбия пока остаётся самым крупным производителем кокаина, хотя масштабы продолжают заметно снижаться», — сказал он. Как указывается в докладе, возможности правительства Колумбии в борьбе с незаконным оборотом наркотиков значительно расширились, не в последнюю очередь благодаря поддержке со стороны США. Основная часть колумбийского кокаина попадает на американский рынок, хотя специалисты обращают внимание на «увеличение процента» наркотиков, которые переправляются в Бразилию и в Европу. Ежегодно из Латинской Америки в США поступает свыше 500 тонн кокаина. Большая его часть — более 90 % — доставляется транзитом через Мексику, которая в свою очередь является одним из крупнейших поставщиков героина, метамфетамина и марихуаны, предназначенных для американского рынка.

## Наркотрафик
Важнейшую роль в мировом наркобизнесе играют пути оптовой поставки наркотиков от мест их производства к потребителю, так называемый наркотрафик.
Трафик наркотических средств или наркотрафик — это канал контрабандной транспортировки наркотических средств; совокупность маршрута их перемещения, используемых для этого транспортных средств, способов сокрытия запрещённых наркотиков, в том числе при пересечении государственных и таможенных границ, а также лиц, принимающих непосредственное участие в незаконной транспортировке наркотиков и причастных к обеспечению её безопасности, а также к их распространению.
Незаконный оборот наркотиков оказывает пагубное влияние на транзитные государства, вызывая политическую и экономическую нестабильность, способствуя росту коррупции, а также увеличению числа заболеваний, связанных с немедицинским употреблением наркотиков и пр.
«Мировой наркотрафик оценивается в сумму 800 миллиардов долларов ежегодно, что приравнивает его к рынку оборота нефти. Банковская система является одним из основных бенефициаров наркоденег: только 0,5 % средств, полученных от реализации наркотиков, конфискуются. Поэтому одна из задач наркополицейских и финансовых разведок государств состоит в том, чтобы затруднить ввод таких денег в банки», — сообщил Виктор Иванов, директор Федеральной службы Российской Федерации по контролю за оборотом наркотиков.
В настоящее время в мире существует два наиболее крупных, или как их принято называть, планетарных центра наркопроизводства — в Афганистане и Южной Америке, и два порождённых ими наркотрафика — афганский героиновый и латиноамериканский кокаиновый, которые фактически определяют общую наркоситуацию в мире.
Так, в России доля наркотиков зарубежного происхождения превышает половину от общего незаконного оборота, а героин и кокаин практически полностью поступают из-за рубежа.
Оба этих наркотрафика представляют собой саморегулирующиеся системы, изменяющие свои маршруты под влиянием различных внешних факторов. В качестве одного из таких факторов выступает степень жёсткости антинаркотической политики потенциальных государств-транзитёров, которая оказывает существенное влияние на формирование путей афганского и латиноамериканского наркотрафиков.
Условно схему современного наркотрафика можно представить в виде следующей цепочки:
производители наркотиков → оптовые поставщики наркотиков → транспортировщики наркотиков (наркокурьеры) → оптовые получатели наркотиков (наркодилеры) → розничные наркоторговцы.
Для организации наркотрафика используются всевозможные виды транспортировок, включая самолёты, морской транспорт и даже подводные лодки, а также тела живых и мёртвых людей и животных.
В последнее время всё большее распространение получает торговля наркотиками через Интернет путём так называемых «закладок».

### Основные мировые маршруты наркотрафика
Сегодня в мире активно функционируют два глобальных вида наркотрафика — афганский героиновый и латиноамериканский кокаиновый.
Существует несколько маршрутов транспортировки афганского героина:
- «балканский маршрут» (Афганистан — Иран — Пакистан (порт Карачи) — морским путём в Турцию — страны Балканского полуострова — Южная Европа — Центральная Европа — Нидерланды);
- «северный маршрут» (или «шёлковый путь») — (Афганистан — Таджикистан — Кыргызстан или Узбекистан — Казахстан — Россия — Украина — Белоруссия — Прибалтика — Восточная Европа — Германия — Нидерланды).

Если преимуществами «балканского маршрута» являются более короткое на пути в страны ЕС расстояние и меньшее число государственных границ, которые надо пересекать во время трафика, то «шёлковый путь» привлекает внимание наркобизнеса прозрачностью границ между странами СНГ.
Основными маршрутами контрабандного наркотрафика латиноамериканского кокаина являются:
- «североамериканский маршрут» (Южная Америка — Мексика — США);
- «африканский маршрут» (Южная Америка — Мексика — Атлантика — Африка — Европа — Прибалтика — Россия)[3].

#### «Северный маршрут»
«Северным маршрутом» принято называть экспорт афганских опиатов в Россию и Европу через территорию Средней Азии. Он начал формироваться в начале 1990-х годов, сразу после распада СССР. Прежде, в 1970-х годах, производство опиатов были распространены в странах Золотого Треугольника, где производилось до 67 % производимого в мире опиума. До Афганской войны производство опиума в Афганистане и Пакистане было ориентировано исключительно на региональные рынки, а производство героина отсутствовало вовсе. В Афганистане после свержения власти Талибана странами НАТО, урожаи опиумного мака выросли почти в 40 раз. По словам Сергея Иванова, транснациональные наркокартели превратили Афганистан в наркоферму, являющуюся абсолютным мировым монополистом, производящим 94 % всех опиатов в мире. Урожай гашиша за 2010 год составил 3 тыс. тонн. Практически весь опиум идёт на экспорт. Значительная часть афганских политиков замешана в наркоторговле.
Россия ежегодно потребляет около 70 тонн афганского героина, что составляет около 20 % мирового потребления этого наркотика. По данным доклада «Наркомания, преступность и повстанческое движение: угроза транзита опиума из Афганистана» Управления ООН по наркотикам и предупреждению преступности: «Российская Федерация, будучи самым большим национальным героиновым рынком, потребляет более 20 % героиновой продукции из Афганистана» (Россия потребляет героина в два раза больше, чем Китай, и в три с половиной раза больше, чем Северная Америка). Львиная доля наркотиков (50 тонн в год) попадает в Россию из соседнего Казахстана. Ключевым звеном транзита героина из Афганистана в Россию является Таджикистан, а также Кыргызстан. Развитость коррупции в России делает этот маршрут весьма выгодным. Наиболее распространенным способом провоза средних и малых партий героина и синтетических наркотиков является провоз в грузовых фурах из Казахстана в Россию под прикрытием оптовых партий продуктов - овощей и фруктов. Например, в один из главных хабов  перевалки наркотиков для Южной Сибири -  в Новосибирске для этой цели используется Хилокский оптовый продовольственный рынок, расположенный на южном въезде в город на трассе из Казахстана. 
Немалую роль в транзите афганских наркотиков играют этнические группировки, в том числе узбекская наркомафия. Есть подозрения, что в наркотрафике афганских наркотиков участвуют американские, английские и российские военные. Например, в 2011 году в Санкт-Петербурге был задержан лейтенант МВД, который распространял гашиш среди курсантов СПбГУ МВД. Ранее в Свердловской области в 2000 году был задержан наркоторговец в чине полковника.

#### «Кокаиновый маршрут»
Отцом-основателем «кокаинового маршрута» является глава Медельинского картеля Пабло Эскобар. В 1993 году он был убит, но и по сей день Колумбия остаётся крупнейшим мировым производителем кокаина, на втором и третьем месте идут Перу и Боливия. Для сравнения, в 2008 году Колумбия произвела 430 тонн кокаина, Перу — 302 тонны, а Боливия — 113 тонн. В Колумбии в производстве и экспорте кокаина обвинялись местные повстанцы-марксисты из ФАРК. Большая часть кокаина идёт в США, но немалая часть (около 40 %) попадает и в Европу. Первоначально кокаин в Европу попадал через страны Карибского моря в порты Испании, но с усилением европейской интеграции наркотрафик стал проходить через Западную Африку (Гамбия, Либерия, Гвинея-Бисау). Через Африку проходит четвёртая часть экспортируемого в Европу кокаина, что составляет около 50 тонн в год.
До 90 % кокаина попадает в США из Мексики, которая является ключевым звеном кокаинового транзита. В Мексику кокаин попадает из Колумбии морским путём (на рыболовецких судах и самодельных подводных лодках) через Тихий океан. Ежегодный бюджет мексиканского наркотрафика составляет 40 млрд. $ США. Известны следующие мексиканские наркокартели: картель Синалоа (исп. Sinaloa), тихуанский картель (исп. Cártel de Tijuana), Лос-Сетас (Los Zetas), картель Гольфо (Cártel del Golfo), картель Хуареса (Juárez Cartel), картель «тамплиеров» и многие другие. Другим ключевым звеном кокаинового транзита является Венесуэла, откуда наркотики попадают как в США, так и в Европу.

## Борьба с наркоторговлей и меры наказания
Во многих странах предусмотрены меры уголовного преследования за распространение наркотиков. При этом, в некоторых мусульманских странах алкоголь запрещён, и его продажа также приравнивается к торговле наркотиками.
- В Уругвае, Нидерландах, некоторых штатах Индии и США распространение таких наркотиков как марихуана легально; в Северной Корее оборот «лёгких наркотиков» никак не регулируется[источник не указан 2775 дней].

За торговлю «тяжёлыми наркотиками» уголовная ответственность предусмотрена во всех странах. 
- Любая наркоторговля карается смертной казнью в Саудовской Аравии, Индонезии, Малайзии, ОАЭ, Таиланде, Сингапуре и на Филиппинах[источник не указан 2775 дней].
- В России, по статье 228.1 УК РФ, максимальный срок за наркоторговлю составляет вплоть до пожизненного заключения, если торговля осуществлялась в особо крупном размере[30][31].

см. также: Федеральная служба Российской Федерации по контролю за оборотом наркотиков
- В Белоруссии существует уголовная и административная ответственность за торговлю, хранение, ношение, пересылку и употребление наркотических средств[32]. С 1 января 2015 года максимальное уголовное наказание в сфере наркоторговли и наркопотребления предусмотрено до 25 лет лишения свободы с конфискацией имущества[33].

В некоторых странах, помимо уголовной ответственности за торговлю наркотиками, существует также ответственность и за их хранение, ношение, пересылку и даже употребление.
В науке уголовного права выделяется классификация систем контроля за незаконным оборотом наркотических средств и психотропных веществ.
EMCDDA (Европейский мониторинговый Центр по наркомании и наркотикам) планирует задействовать хакеров для борьбы с торговлей наркотиками в Интернете. Соответствующий пункт уже включён в работы организации до 2025 г.
В 2013 году Международный центр исследований в области наркополитики (International Centre for Science in Drug Policy, ICSDP) опубликовал в британском журнале «British Medical Journal» доклад, обобщающий данные, полученные семью международными системами контроля за применением лекарственных средств за предыдущие десять лет наблюдений и утверждающий, что глобальная война с наркоторговлей фактически проиграна. Авторы доклада утверждают, что потребление наркотиков необходимо рассматривать как проблему, лежащую в сфере здравоохранения, а не уголовного права и что национальным правительствам, усилия которых до того времени были направлены на ликвидацию поставок наркотических средств потребителям на низовом уровне, необходимо переключиться на исследования иных подходов в решении проблемы наркомании, например, декриминализацию и ограниченную легализацию «тяжёлых наркотиков». Один из соавторов доклада и научный руководитель центра доктор Эван Вуд заявил: «Мы должны понять, что попытки сократить поставки наркотиков потребителям обречены на неудачу; нам нужно также усилить меры по лечению от наркозависимости».

## Позиция ООН
Конвенция ООН от 1988 «Против незаконного распространения наркотиков и психотропных средств», провозглашала необходимость уголовного преследования как производства, так и потребления наркотических веществ (стр. 3 и стр. 12 Конвенции):

В соответствии с собственными конституционными принципами и основными положениями правовых систем, все Стороны должны принять необходимые меры для уголовного преследования […] обладания, приобретения или выращивания наркотиков и психотропных средств для личного потребления.
Оригинальный текст (англ.)
Subject to its constitutional principles and the basic concepts of its legal system, each Party shall adopt such measures as may be necessary to establish as a criminal offence under its domestic law, when committed intentionally, the possession, purchase or cultivation of narcotic drugs or psychotropic substances for personal consumption.

В июле 2014 года Всемирная организация здравоохранения опубликовала доклад, посвящённый борьбе со СПИДом.
В разделе отчёта, озаглавленном «Рекомендуемый опыт по декриминализации» (стр. 91) говорится:

- Страны должны прилагать усилия к развитию законодательства, направленного на декриминализацию инъекций и другого употребления наркотиков, снижая, таким образом, количество случаев лишения свободы.
- Страны должны прилагать усилия к развитию законодательства, направленного на декриминализацию использования стерильных шприцев и игл (включая программы по расширению доступа к шприцам и иглам), а также на легализацию замещающей терапии для лиц с опиатной зависимостью.
- Страны должны запрещать принудительное лечение для лиц, использующих наркотики, в том числе инъекционные.

Оригинальный текст (англ.)
- Countries should work toward developing policies and laws that decriminalize injection and other use of drugs and, thereby, reduce incarceration.
- Countries should work toward developing policies and laws that decriminalize the use of clean needles and syringes (and that permit NSPs [needle and syringe programmes]) and that legalize OST [opioid substitution therapy] for people who are opioid-dependent.
- Countries should ban compulsory treatment for people who use and/or inject drugs.

По мнению британского еженедельника The Economist, в докладе содержится «негромкий, но ясный» призыв к декриминализации наркотиков.

## Экономические оценки
По некоторым оценкам, доходы от этого незаконного бизнеса никогда и нигде не способствовали экономическому росту и развитию государств или их отдельных регионов. Напротив, контроль наркоструктур над огромными финансовыми и материальными средствами представляет серьёзную опасность для любой, и прежде всего слабой, экономики. Бедность юга Италии, а также Колумбии, Перу и других латиноамериканских стран, где наркомафия удерживает в своих руках многие, в том числе ключевые отрасли экономики, может свидетельствовать о том, что вместо стимулирования национальной экономики организованная наркопреступность сохраняет её отсталость.
Однако, в конце 2009 года заместитель Генерального секретаря ООН, исполнительный директор управления ООН по наркотикам и преступности Антонио Мариа Коста сообщил газете «The Observer», что многомиллиардные суммы долларов, полученные от наркоторговли, помогли удержать финансовую систему на плаву в разгар мирового финансового кризиса: «Это был момент (в конце 2008 года), когда система была в основном парализована из-за нежелания банков давать деньги в долг друг другу», «во многих случаях деньги от наркоторговли были единственным ликвидным инвестиционным капиталом. Во втором полугодии 2008 года ликвидность была основной проблемой банковской системы, а потому ликвидный капитал стал важным фактором». По его словам, в результате экономическая система поглотила значительную часть средств, полученных преступным миром от торговли наркотиками и насчитывающих 352 млрд долларов США.
Немецкий политолог Йохен Хипплер отмечает, что структурно для мировой нелегальной торговли наркотиками при выступающих основными производителями странах «третьего мира», подавляющая часть доходов остаётся в являющихся основными потребителями (в финансовом выражении) развитых странах.